# Mundial de Baloncesto 2023
Mundial de baloncesto 2023 es una historieta de Mortadelo y Filemón, de 44 páginas, dibujada y guionizada por el historietista español Francisco Ibáñez durante el año 2022. La historieta se publicó en marzo de 2023.

## Trayectoria editorial
Esta es la historieta número 219 de la colección Magos del Humor.

## Sinopsis
Algún integrante de algún país se dedica a encoger a los jugadores del Mundial de baloncesto de 2023 a base de un aparato de su propia invención para ganar todos los partidos, Mortadelo y Filemón partirán hacia el Mundial y detendrán a quien se encarga de encoger a los demás jugadores. 

## Comentarios
Este fue el último cómic creado íntegramente por Ibáñez, antes de su triste fallecimiento el 15 de julio de 2023.